# Rio Limmen Byght
O Rio Limmen Byght é um rio no Território do Norte, na Austrália . 
As nascentes sobem na base da cordilheira Favenc perto de OT Downs e Broadmere Stations. Em seguida, ele flui na direção norte, com muitos tributários menores alimentando o rio, que forma uma série de canais entrelaçados através das planícies. Ele passa por Sculthorpe Pound e pelo Portão Limmen cercado a leste pela cordilheira Tawallah. Ele continua através do Limmen National Park, passando pelos Four Archers perto de Burketown Crossing e finalmente descarrega em Limmen Byght, no Golfo de Carpentaria . Quinze afluentes se juntam ao rio, incluindo October Creek, Balbirni Creek, Lansen Creek, Crooked Creek, Tyangkulta Creek, Rio Cox e Rio Nathan. Ele também flui por um grande billabong permanente, o poço Broadmere. 
O estuário do rio, que ocupa uma área de 62,1 quilômetro quadrados (24 sq mi) e águas abertas, está em condições quase intocadas. O delta dominado pela maré tem múltiplos canais e é cercado por uma área de 21,2 quilômetro quadrados (8 sq mi) coberta de manguezais.
O rio foi depois do Limmen Bight, onde desagua . A baía foi batizada pelo explorador Abel Tasman em 1644 em homenagem a seu navio, o Limmen.